# Butia exospadix
Butia exospadix är en enhjärtbladig växtart som beskrevs av Larry Ronald Noblick. Butia exospadix ingår i släktet Butia och familjen Arecaceae. Inga underarter finns listade i Catalogue of Life.